# Baccellierato internazionale
Il baccellierato internazionale, detto anche baccalaureato internazionale (BI), è una qualificazione di scuola secondaria superiore riconosciuta su scala internazionale valida per l'ammissione universitaria in più di 80 paesi del mondo.
Le scuole che offrono il baccellierato internazionale spesso offrono un percorso di studi impostato sull'approccio IB a partire dalla scuola materna o elementare. In alcune istituzioni viene invece conseguito alla fine di un corso di studio biennale, equivalente agli ultimi due anni di scuola secondaria di secondo grado. Il baccalaureato internazionale è stato sviluppato nella metà degli anni sessanta a Ginevra da un gruppo internazionale di educatori ed è oggi diffuso in più di 2500 scuole su scala mondiale. L'IB Learner Profile, l'ATL (Approaches To Learning) e l'Academic Honesty sono le tre colonne portanti del sistema IB e, insieme, garantiscono allo studente un’educazione dal punto di vista didattico e una formazione personale.

## Inquadramento generale
Il baccellierato internazionale è un percorso di studi gestito dall'Organizzazione baccalaureato internazionale (International Baccalaureate Organization, IBO), un'organizzazione non governativa (ONG) con sede a Ginevra, in Svizzera, facente parte dell'UNESCO. La missione del baccalaureato internazionale è la seguente:
"Il baccalaureato internazionale punta a formare giovani cittadini curiosi, competenti e altruisti che possano contribuire a creare un mondo più pacifico attraverso il dialogo interculturale e il rispetto. A questo fine l'organizzazione lavora con scuole, governi e organizzazioni internazionali per sviluppare programmi di studio che incoraggino gli studenti a diventare attivi, compassionevoli e aperti al fatto che altre persone, pur nelle loro differenze, possano avere ragione."
Viene attualmente insegnato in inglese, spagnolo e francese. Gli studenti che intendono sostenere il baccalaureato internazionale devono frequentare corsi e presentare esami in sei materie, scelte all'interno di diversi gruppi disciplinari e devono altresì completare i tre componenti obbligatori: tesi ("Extended Essay"), corso di teoria della conoscenza ("Theory of Knowledge") e il programma "Creatività-azione-servizio" ("Creativity-Action-Service"). Ogni corso viene solitamente valutato tramite una serie di esami finali valutati esternamente e una serie di lavori e progetti diversi da materia a materia valutati internamente (dal professore che insegna il corso).

## Organizzazione degli studi
L'IB LEARNER PROFILE
Il profilo IB learner rappresenta il risultato di un’istruzione basata su una mentalità internazionale.
I seguenti tratti sono ciò che caratterizza l’IB learner profile:
1. INQUIRERS - Lo studente sviluppa il senso di curiosità, approfondendo ogni argomento. Sa imparare in modo indipendente, ma anche lavorare con gli altri. Impara con entusiasmo e sostenendo il proprio amore per il sapere.
2. KNOWLEDGEABLE - Lo studente esplora ogni concetto in modo interdisciplinare. Dimostra interesse riguardo a questioni locali come globali.
3. THINKERS - Lo studente si avvale del pensiero in modo creativo per affrontare una situazione complessa. Dimostra iniziativa prendendo decisioni etiche e sensate.
4. COMMUNICATORS - Lo studente si esprime con creatività in più lingue e in diversi modi. Collabora in modo efficiente, tenendo conto della prospettiva degli altri individui.
5. PRINCIPLED - Lo studente agisce con integrità e onestà, con rispetto per la dignità e i diritti degli altri individui. Inoltre impara ad assumersi la responsabilità delle proprie azioni e delle loro conseguenze.
6. OPEN-MINDED - Lo studente impara a conoscere a fondo la propria cultura, dando valore alle tradizioni altrui. Cerca di ampliare i propri orizzonti, cercando sempre un confronto con i suoi pari.
7. CARING - Lo studente dimostra empatia, compassione e rispetto. Agisce in modo da cambiare in positivo il mondo che lo circonda.
8. RISK-TAKERS - Lo studente impara ad affrontare le difficoltà con determinazione e senso critico. Lavora in modo indipendente, sviluppando strategie innovative e nuove idee. Dimostra, inoltre, di essere pieno di risorse e flessibile in ogni situazione.
9. BALANCED - Lo studente comprende l’importanza di un equilibrio fra i diversi aspetti della vita quotidiana per raggiungere un’armonia con il mondo circostante e mantenere l’impegno e i risultati in modo costante.
10. REFLECTIVE - Lo studente riflette sul mondo che lo circonda e sulle proprie idee ed esperienze personali. Lavora in modo da raggiungere un livello di maturità che soddisfi le aspettative.
ATL - Attraverso l’Approaches To Learning, caratteristico del programma IB, gli studenti si impegnano a individuare strategie per “imparare a imparare”. Questi approcci possono essere trasmessi agli studenti attraverso metodi di insegnamento, migliorati con il tempo e sviluppati gradualmente. Essi costituiscono una solida base per la ricerca di un metodo di studio indipendente. I metodi ATL rappresentano inoltre un’opportunità di comunicazione fra insegnanti e alunni.
Il programma IB identifica cinque gruppi di abilità legate all’ATL, suddivise a loro volta in caratteristiche più specifiche.
| Abilità ATL   | Caratteristiche Specifiche                                                       |
| Comunicazione | --                                                                               |
| Sociali       | Collaborazione                                                                   |
| Autogestione  | Organizzazione Riflessione                                                       |
| Ricerca       | Destrezza nell’uso dei mezzi informatici Destrezza nella ricerca di informazioni |
| Pensiero      | Pensiero Creativo Pensiero Critico                                               |

L’ATL viene sviluppato nel programma MYP (Middle Years Programme) per preparare gli studenti al rigoroso programma IB e dare loro i mezzi necessari per affrontare compiti sempre più ardui e stimolanti. L’ATL aiuta gli studenti a identificare chiaramente le aspettative dei professori e a facilitare la ricerca di metodi di studio personali ed efficienti. Il modo più efficace per sviluppare i suddetti metodi è concentrarsi sull’intero processo, piuttosto che sulle singole consegne.
Entro il termine dell’MYP, gli studenti dovrebbero aver acquisito consapevolezza dei metodi più efficaci per loro ed essere capaci di applicarli in modo concreto e coerente. L’ATL promuove un apprendimento autonomo e la capacità di valutare la qualità del proprio lavoro attraverso riflessioni.
ACADEMIC HONESTY
Lo studente IB deve essere esempio di integrità e onestà. Nonostante la maggior parte degli studenti lavori in modo etico, ci sono casi in cui i principi dell’IB non vengono rispettati ed è essenziale che vengano presi provvedimenti. Con i diversi mezzi tecnologici messi a disposizione degli studenti negli ultimi anni, le opportunità di plagio sono aumentate notevolmente.
Molte volte gli atti di plagio sono involontari e dovuti a una consegna poco chiara. Per questa ragione l’Academic Honesty viene introdotto nel programma fin dall’inizio, abituando gli studenti al modo corretto di citare le fonti. La definizione di plagio secondo l’IB è l’utilizzo di parole o idee altrui privo di citazioni, a scopo di farle passare per proprie. La priorità delle scuole IB è di fare in modo che ogni studente comprenda la politica dell’Academic Honesty e che ne segua i principi.

## Offerta formativa
Gli studenti che seguono il baccalaureato internazionale devono frequentare corsi in sei materie, una da ogni gruppo disciplinare, con la possibilità di sostituire una materia del gruppo 6 con un'altra materia dei gruppi 2-5.
Tre o quattro materie devono esser offerte a livello alto (higher level, HL), le rimanenti a livello standard (standard level, SL). La differenza tra i due livelli consiste nel livello di approfondimento, nel programma affrontato e nel numero di ore di lezione. Il baccalaureato internazionale consiglia un monte ore di 240 ore per una materia a livello alto e 150 ore per una materia a livello standard nei due anni. Considerando la durata media dell'anno scolastico in 30 settimane, ciò corrisponde a 4 ore di insegnamento la settimana per materie a livello alto e 2,5 per materie a livello standard.
I sette gruppi disciplinari offerti sono:
- Gruppo 1: Studi in Lingua e Letteratura. Offerta a livello A: letteratura, A: lingua e letteratura (SL o HL) e letteratura e performance (SL), è generalmente la lingua madre dello studente. Il corso di lingua A: letteratura introduce gli studenti all'analisi dei testi letterari. È il corso attraverso il quale viene impartita la politica di diritto alla lingua madre dell'IB. Il corso di lingua A: lingua e letteratura introduce lo studio critico e l'interpretazione di testi scritti e parlati da un'ampia gamma di forme letterarie e tipi di testo non letterari. L'analisi formale dei testi è integrata dalla consapevolezza che il significato non è fisso ma può cambiare rispetto ai contesti di produzione e consumo. Il programma di letteratura e performance si basa sullo sviluppo di competenza orali e scritte in lingua e sullo studio e l'analisi di opere letterarie. Il corso è valutato tramite due prove scritte (la prima prove consiste in un'analisi testuale, la seconda in un saggio di carattere letterario), una prova orale, una presentazione orale (valutata internamente) e un saggio comparativo.

- Gruppo 2: Acquisizione della lingua. È offerta a livello B (SL o HL) e ab initio (SL). Il livello B è adatto agli studenti che abbiano una certa esperienza (solitamente 4-6 anni) nello studio della seconda lingua. Il programma prevede lo sviluppo delle fondamentali interazioni linguistiche. È previsto lo studio di varie tipologie testuali e lo sviluppo delle competenza di carattere scritto e orale. La valutazione avviene tramite due prove scritte (la prima una prova di lettura e comprensione, la seconda una prova di produzione scritta). Sono anche previste due prove orali (una delle quali valutata internamente). Il livello ab initio è inteso per studenti senza precedente esperienza nello studio di tale lingua. La valutazione avviene con prove simili a quelle del livello B, ma di livello di difficoltà minore. Latino e greco sono offerti in un corso denominato "lingue classiche".

- Gruppo 3: Individui e società. Sono offerti undici corsi di materie umanistiche e scienze sociali, offerte sia a HL che a SL. Questo gruppo include materie come: Economia, Storia, Geografia, Filosofia, Psicologia e Antropologia sociale e culturale. La valutazione avviene con modalità diverse per ogni materia, ma in generale tramite due prove scritte (per il livello standard) e tre prove scritte (per il livello alto). Ogni materia prevede inoltre, con modalità diverse, la produzione di un lavoro scritto di approfondimento valutato internamente.

- Gruppo 4: Scienze. Quattro corsi sono offerti sia a livello standard che a livello alto: Chimica, Fisica, Biologia e Tecnologia. Sistemi ambientali è offerta solo a livello standard. La valutazione avviene tramite due prove scritte (per il livello standard) e tre prove scritte (per il livello alto). Inoltre, è prevista la valutazione complessiva dell'attività di laboratorio svolta dallo studente (che conta per circa il 25% del voto finale ed è valutata internamente).

- Gruppo 5: Matematica. In ordine di difficoltà crescente, i corsi di matematica sono Analisi e Approcci e Applicazioni e interpretazione. Gli studenti sono inoltre valutati tramite uno o due lavori di scritti di carattere computazionale o teoretico valutati internamente.

- Gruppo 6: Arti. Comprende corsi offerti sia a SL che a HL quali Musica, Arti figurative e Studi cinematografici. La valutazione prevede solitamente una prova scritta e diverse prove di carattere pratico con modalità diverse da materia a materia. In sostituzione di una materia di questo gruppo, gli studenti possono optare per un'ulteriore materia da uno dei gruppi 2-5.
- Gruppo 7: Nucleo DP

## Componenti obbligatori
Per conseguire il Diploma di Baccellierato Internazionale, ogni candidato deve soddisfare i tre requisiti obbligatori:
- Tesi (Extended Essay). Ogni candidato deve presentare un lavoro indipendente di ricerca di 4000 parole in una materia approvata dall'IB (non necessariamente delle sei materie seguite). La tesi viene supervisionata da uno degli insegnanti e viene valutata esternamente da uno specialista in materia.
- Teoria della Conoscenza. Il corso prevede elementi di epistemologia ed è stato introdotto per stimolare negli studenti il pensiero critico. Esso verte sulla discussione riguardo al significato e la validità della conoscenza. È valutato tramite un saggio breve (circa 1500 parole, valutato esternamente) e una presentazione orale (valutata internamente).
- Creatività-Azione-Servizio. Il programma mira a stimolare negli studenti opportunità per una crescita personale, riflessione su se stessi, sfide creative e fisiche e senso di comunità, attraverso la partecipazione ad attività fisiche (azione), creative (creatività) e di volontariato (servizio). Il Baccellierato Internazionale fissa un monte ore minimo di 3-4 ore settimanali in attività di questo programma.

## Valutazione
Gli esami di Baccalaureato Internazionale sono offerti due volte l'anno, a maggio e a novembre (la sessione di novembre è principalmente utilizzata da scuole dell'emisfero australe dove l'anno scolastico termina a novembre). Ogni materia è valutata su una scala da 1 a 7, dove sette è il voto più alto. La sufficienza è rappresentata dal 4.
Il voto massimo di Diploma è di 45 punti. 42 di questi vengono guadagnati tramite la valutazione delle 6 materie (massimo di 7 punti a materia). Gli ultimi 3 punti vengono aggiudicati tramite valutazione della Tesi e del corso di Teoria della Conoscenza. La partecipazione al programma Creatività-Azione-Servizio non è valutata, ma la mancata partecipazione a tale programma comporta l'impossibilità a conseguire il Diploma. Ogni anno circa l'80% dei candidati riceve il diploma, mentre meno dell'1% totalizza il punteggio pieno di 45 punti (nella sessione di esami di maggio del 2009, lo 0,19% dei candidati ha totalizzato il punteggio di 45).
La valutazione in ogni materia si distingue in due componenti:
- valutazione interna, fatta direttamente dall'insegnante. L'oggetto di questo tipo di valutazione varia da materia a materia (può consistere in presentazioni orali, attività di laboratorio, o produzione scritta). I voti dati dall'insegnante vengono verificati e moderati da un moderatore esterno, per garantire omogeneità nella valutazione su scala mondiale.
- valutazione esterna, compiuta da esaminatori o commissioni esterne. Oggetto di tale valutazione sono le prove scritte finali in ogni materia, alcune delle prove orali (nell'ambito delle materie linguistiche) e altro tipo di produzione scritta o non, a seconda dei regolamenti di ogni materia.

## Nel mondo

### Italia
Il baccalaureato internazionale è insegnato in Italia dal 1975 in 36 scuole tra le quali una scuola pubblica (il Deledda International School di Genova) e un ente no-profit che afferisce alla rete internazionale degli United World Colleges (il Collegio del mondo unito dell'Adriatico a Duino, TS).
È riconosciuto nel Middle Years Programme (MYP) al pari della scuola secondaria di primo grado italiana nell'esame del terzo anno e come diploma equivalente all'esame di maturità dal Ministero dell'istruzione. Anche se la traslazione nelle scuole italiane è da riconoscere obbligatoriamente, in quanto trattasi di un sistema internazionale scolastico consolidato, è tuttavia una qualificazione ancora poco diffusa in Italia (nella sessione di esami maggio 2019 si sono registrati 942 studenti in Italia e 591 candidati hanno sostenuto l'esame di Italiano come lingua madre).
L'IB è riconosciuto come esame di ammissione universitaria in quasi 90 paesi del mondo e dalle più autorevoli università a livello mondiale.

### Inghilterra
In Inghilterra e negli Stati Uniti il baccellierato internazionale è in continua espansione e viene offerto da centinaia di scuole pubbliche e private.